# Apostolepis intermedia
Espèce
Apostolepis intermedia est une espèce de serpents de la famille des Dipsadidae.

## Répartition
Cette espèce est endémique du Mato Grosso au Brésil. 

## Publication originale
- Koslowsky, 1898 : Ofidios de Matto-Grosso (Brazil). Revista del Museo de La Plata, vol. 8, p. 25-34 (texte intégral).